# Skånske købstæder
Liste over skånske stæder (købstæder). I parentes er angivet det år, hvor byen blev grundlagt eller fik sit købstadsprivilegium. Det svenske stadsprivilegium er ikke helt det samme som det danske købstadsprivilegium. Byerne i de gamle danske områder i Skånelandene fik tildelt købsstadsrettighederne efter de danske regler, som var lidt mindre restriktive end de svenske.
- Eslöv (dansk: Esløv) (1911)
- Falsterbo (1200)
- Helsingborg (1085)
- Hässleholm (dansk: Hesselholm) (1914)
- Höganäs (dansk: Højenæs) (1936)
- Kristianstad (dansk: Christiansstad) (1622)
- Landskrona (dansk: Landskrone) (1413)
- Lund (990)
- Malmø (1250)
- Simrishamn (dansk: Simmershavn) (1300)
- Skanør (1200)
- Trelleborg (1200)
- Væ (1250-1617)
- Ystad (dansk: Ysted) (1200)
- Åhus (1326-1617)
- Ängelholm (dansk: Engelholm) (1516)